# CHAGE and ASKA CONCERT TOUR 2004 two-five
『CHAGE and ASKA CONCERT TOUR 2004 two-five』（チャゲアンドアスカ・コンサート・ツアー・2004・ツー・ファイブ）は、CHAGE and ASKAのライブ・ビデオ。2005年にファンクラブ限定で発売され、2006年2月1日に通常販売された。
2012年4月25日にはBlu-rayで発売されている。

## 概要
本作には、25周年を記念して「人」をテーマに掲げ、2004年4月1日から12月19日にかけて行い、約21万人を動員したコンサートツアー「CHAGE and ASKA CONCERT TOUR 2004 two-five」の中から、名古屋レインボーホール公演の模様が収録されている。
ファンクラブ限定版にはこのコンサートツアーのリハーサルや「僕はMusic」のPVなどが収録された特典DVDが、通常販売版の初回限定盤には本作から14曲のライブ音源を収録したCDがそれぞれ付属された。なお、この特典DVDと特典CDは後のBlu-ray版には付属されていない。

## 収録曲

### DISC 1（DVD）
1. OPENING MOVIE
2. On Your Mark
作詞・作曲：ASKA
3. ripple ring
作詞：CHAGE and ASKA　作曲：CHAGE
4. HANG UP THE PHONE
作詞・作曲：ASKA
5. 36度線 -1995夏-
作詞・作曲：ASKA
6. 僕はMusic
作詞：ASKA・松井五郎　作曲：ASKA
7. LOVE SONG
作詞・作曲：ASKA
8. crossroad 〜いまを生きる僕を〜
作詞：石塚貴洋　作曲：CHAGE・Tom Watts
9. 心に花の咲く方へ
作詞・作曲：ASKA
10. SOME DAY
作詞：澤地隆　作曲：CHAGE
11. Sons and Daughters 〜それより僕が伝えたいのは
作詞・作曲：ASKA

### DISC 2（DVD）
1. 群れ
作詞・作曲：ASKA
2. 熱風
作詞：松井五郎　作曲：ASKA
3. 21世紀
作詞・作曲：ASKA
4. 光の羅針盤
作詞：CHAGE　作曲：CHAGE・Tom Watts
5. NとLの野球帽
作詞・作曲：CHAGE
6. 青春の鼓動
作詞・作曲：ASKA
7. 僕はこの瞳で嘘をつく
作詞・作曲：ASKA
8. YAH YAH YAH
作詞・作曲：ASKA
9. SAY YES
作詞・作曲：ASKA
10. not at all
作詞：ASKA・松井五郎　作曲：ASKA
11. ripple ring 〜Reprise〜
作詞：CHAGE and ASKA　作曲：CHAGE
12. WALK
作詞・作曲：ASKA
13. ENDING MOVIE

### DISC 3 (DVD (ファンクラブ限定版のみ))
1. 4月8日 市川市文化会館 two-five Tour リハーサル
2. 4月8日 市川市文化会館 熱風コンサート 打ち合わせ
3. 4月9日 市川市文化会館 two-five Tour 初日
4. 熱風コンサート 選曲会議
5. 『no no darlin'』
作詞・作曲：ASKA
6. 楽屋
7. 『天気予報の恋人』
作詞・作曲：ASKA
8. 熱風コンサート 構成会議
9. 旅1
10. 『この愛のために』
作詞・作曲：ASKA
11. 8月21日 お台場
12. 8月28日 お台場 野外特設会場 熱風コンサート リハーサル
13. 8月28日 フジテレビ 楽屋
14. 8月28日 熱風コンサート 開場
15. 旅2
16. 11月3日 マリンメッセ福岡 two-five Tour 福岡公演
17. 11月13日 慶應義塾大学
18. 『僕はMusic』PV
19. 12月18日 羽田空港
20. 12月18日 広島空港
21. 12月19日 広島グリーンアリーナ two-five Tour 最終日

### DISC 3 (CD (DVD版のみ))
1. On Your Mark
2. ripple ring
3. 36度線 -1995夏-
4. 僕はMusic
5. LOVE SONG
6. crossroad 〜いまを生きる僕を〜
7. 心に花の咲く方へ
8. 光の羅針盤
9. NとLの野球帽
10. 青春の鼓動
11. YAH YAH YAH
12. not at all
13. ripple ring 〜Reprise〜
14. WALK